# Порто Монтовано
Порто Монтовано (итал. Porto Mantovano) је насеље у Италији у округу Мантова, региону Ломбардија.
Према процени из 2011. у насељу је живело 380 становника. Насеље се налази на надморској висини од 26 м.

## Становништво
| 1931. | 1936. | 1951. | 1961. | 1971. | 1981. | 1991.  | 2001.  | 2011.  |
| ----- | ----- | ----- | ----- | ----- | ----- | ------ | ------ | ------ |
| 4.846 | 5.012 | 5.561 | 5.739 | 6.585 | 9.829 | 12.204 | 13.878 | 15.918 |